# Завадский, Владимир Георгиевич
Владимир Георгиевич Завадский (бел. Уладзімір Георгіевіч Завадскі; 13 января 1919 — 20 июня 1992) — советский военный лётчик. Участник Великой Отечественной войны. Герой Советского Союза (1944). Майор.

## Биография
Владимир Георгиевич Завадский родился 13 января 1919 года в деревне Черкасово Оршанского уезда Могилёвской губернии Советской Социалистической Республики Белоруссии (ныне Оршанского района Витебской области Республики Беларусь) в рабочей семье. Белорус. Родители Владимира Завадского были железнодорожниками, что предопределило его будущую профессию. После окончания школы он устроился работать в железнодорожную мастерскую на станции Орша. Знание инфраструктуры железнодорожных станций помогало Владимиру Георгиевичу в годы войны.
В 1939 году его призвали в ряды Рабоче-крестьянской Красной армии. В армии Владимир Георгиевич решил стать военным лётчиком, и его направили в Энгельсское военно-авиационное училище. После его окончания в 1940 году младший лётчик В. Г. Завадский получил назначение в 39-й ближнебомбардировочный полк 10-й смешанной авиационной дивизии Западного особого военного округа. Летал на бомбардировщике АНТ-40. Подразделение, в котором служил В. Г. Завадский, перед войной дислоцировалось в городе Пинске.
22 июня 1941 года материальная часть полка была полностью уничтожена, причём большинство самолётов даже не успели подняться в воздух. Личный состав полка был эвакуирован в город Ногинск в Подмосковье, где полк был переформирован и укомплектован самолётами Пе-2 и Пе-3. В ноябре 1941 года лейтенант В. Г. Завадский участвовал в Битве за Москву в составе Западного фронта главным образом в качестве фронтового разведчика.
В начале 1942 года часть, в которой служил Завадский, была преобразована в 511-й ближнебомбардировочный полк. В январе — марте 1942 года лейтенант В. Г. Завадский совершил 23 успешных вылета, собрав ценные разведданные о работе крупных железнодорожных узлов, таких как Смоленск, Вязьма, Брянск, Орел, Гжатск, Калуга. Перед началом Ржевско-Сычёвской операции экипаж Завадского вскрыл систему обороны противника и расположение огневых средств на рубеже Сычевка — Гжатск — Юхнов. Всего экипажем лейтенанта Завадского было заснято 2140 квадратных километров занятой противником площади. Заслуги Владимира Георгиевича были отмечены орденом Красного Знамени и медалью «За отвагу».
В ходе Ржевско-Сычёвской операции 511-й ближнебомбардировочный авиационный полк понёс тяжелые потери. Поэтому было принято решение о его выводе в тыл. Лётчики подразделения прошли переобучение на базе 15-го отдельного разведывательного запасного авиационного полка, и в июле 1943 года из них был сформирован 511-й отдельный разведывательный полк. Подразделение вошло в состав 5-й воздушной армии Степного фронта.
В его составе Владимир Георгиевич участвовал в Белгородско-Харьковской операции и Битве за Днепр, с риском для жизни добывая ценные разведданные. За разведку аэродромов противника Микояновка, Бессоновка и Полтава он был награждён орденом Отечественной войны I степени, а за разведку обороны противника на Днепре и обнаружение его переправ — вторым орденом Красного Знамени.
Прорыв советских войск под Кировоградом в ходе Кировоградской наступательной операции был осуществлён по плану, составленному на основе сведений, добытых экипажем Завадского. Будучи командиром звена, Владимир Георгиевич много времени уделял обучению молодых лётчиков. Никогда лейтенант Завадский не уклонялся и от прямого боя с противником. В августе 1943 года за счёт умелого маневрирования экипаж Владимира Георгиевича одержал победу над двумя Ме-109, один из которых был сбит, а в сентябре того же года — над тремя ФВ-190, один из которых также был сбит над селом Жемчужное. Всего за годы войны на счету экипажа В. Г. Завадского было 4 сбитых вражеских самолёта.
В преддверии Ясско-Кишиневской операции старшему лейтенанту В. Г. Завадскому поручались самые сложные и ответственные задания. Также успешно действовал на ясском направлении и весь 511-й отдельный разведывательный полк. Только в течение июля 1944 года воздушные разведчики произвели фотосъемку свыше 12 000 квадратных километров площади, вскрыв всю оборонительную линию противника в полосе наступления 2-го Украинского фронта и выявив свыше 400 долговременных огневых точек противника. На личном счету старшего лейтенанта В. Г. Завадского к этому времени числилось 115 успешных вылетов на разведку и 10 738 квадратных километров заснятых площадей.
За отличие в Ясско-Кишинёвской операции полку было присвоено наименование «Ясский», а старший лейтенант В. Г. Завадский был представлен к званию Героя Советского Союза. Указ Президиума Верховного Совета СССР о присвоении Владимиру Георгиевичу звания Героя Советского с вручением медали «Золотая Звезда» и ордена Ленина был подписан 26 октября 1944 года.
В дальнейшем старший лейтенант В. Г. Завадский участвовал в разведке территории Чехословакии и Австрии, по просьбе союзников собирал разведданные в зоне ответственности американских войск, за что в 1944 году был награждён американским Крестом летных заслуг.
В декабре 1944 года В. Г. Завадский получил звание капитана и был назначен командиром эскадрильи. Под его командованием эскадрилья совершила 106 успешных боевых вылета без единой потери в ходе Будапештской и Пражской операций. За умелое руководство подразделением капитан В. Г. Завадский был представлен к ордену Александра Невского.
После войны Владимир Георгиевич продолжил службу в Военно-воздушных войсках в 511-м отдельном разведывательном полку, который был перебазирован на аэродром Буялык Одесского военного округа. Стал заместителем командира полка.
В 1955 году майор В. Г. Завадский уволился в запас. После отставки он закончил Харьковский инженерно-экономический институт. Работал экономистом на Машиностроительном заводе имени 25-го Октября в городе Первомайск Николаевской области УССР (ныне Первомайск-на-Буге Николаевской области Украины).
20 июня 1992 года Владимир Георгиевич скончался. Похоронен в городе Первомайск-на-Буге.

## Награды и звания
Советские государственные награды:
- Медаль «Золотая Звезда» (26.10.1944);
- Орден Ленина (26.10.1944);
- Орден Красного Знамени — дважды (20.01.1942; 01.04.1944);
- Орден Александра Невского (16.06.1945);
- Орден Отечественной войны I степени — дважды (18.11.1943; 06.04.1985);
- Орден Красной Звезды (05.11.1954).
- Медали:
  - Медаль «За отвагу» (22.03.1942);
  - Медаль «За боевые заслуги» (19.11.1951);
  - Медаль «За оборону Москвы»;
  - Медаль «За победу над Германией в Великой Отечественной войне 1941—1945 гг.»;
  - Медаль «За взятие Будапешта»;
  - Медаль «За взятие Вены».

Государственные награды США:
- Крест лётных заслуг (1944).

## Память
- Стела в честь В. Г. Завадского на Аллее Героев войны — уроженцев Оршанщины (2025). Расположена в Орше по ул. Пакгаузной, в сквере около Дома культуры железнодорожников[2].

## Примечание
1. ↑  На момент представления звания Героя Советского Союза — старший лейтенант.
2. ↑  В Орше появилась аллея Героев – уроженцев Оршанщины.

## Документы
- Общедоступный электронный банк документов «Подвиг Народа в Великой Отечественной войне 1941—1945 гг.» Архивировано 13 марта 2012 года.

Герой Светского Союза. Архивировано 24 мая 2013 года.
Орден Красного Знамени (1944). Архивировано 24 мая 2013 года.
Орден Александра Невского. Архивировано 24 мая 2013 года.
Орден Отечественной войны 1-й степени (1943). Архивировано 24 мая 2013 года.
Орден Отечественной войны 1-й степени (1985). Архивировано 24 мая 2013 года.
Медаль «За отвагу». Архивировано 24 мая 2013 года.